# Gynacantha litoralis
Gynacantha litoralis là loài chuồn chuồn trong họ Aeshnidae. Loài này được Williamson mô tả khoa học đầu tiên năm 1923.